# Paul-Maria Jamin
Pour les articles homonymes, voir Jamin.
Paul-Maria Jamin, né le 13 juin 1922 et mort le 12 janvier 2001, est un chef d'orchestre de renommée internationale.
Il est directeur musical de l'Orchestre philharmonique de Nice de 1965 à 1976 et professeur au conservatoire de Nice jusqu'en 1985.
Diplômé du Conservatoire supérieur de musique de Paris en 1949, il est ensuite directeur du Conservatoire national de musique de Troyes en 1950. Paul Jamin a toujours été porté par sa curiosité, sa richesse intellectuelle[non neutre], il a la chance d'avoir une activité radiophonique comme chef d'orchestre en 1949 à la Radiodiffusion française et en 1950 à Radio Monte-Carlo. Il est directeur artistique de théâtre à Troyes de 1947 à 1950. En tant que chef d'orchestre, il dirige au Maroc, à Caracas, en Tchécoslovaquie et en Roumanie, et a été à la tête du philharmonique de Paris et de l'Orchestre national de Monte-Carlo. Étant un inconditionnel et un connaisseur de la musique allemande, il a bien sûr beaucoup dirigé en Allemagne.
Sa carrière prend un nouveau tournant quand il devient, en 1952, directeur de la musique de l'Orchestre de Mulhouse (jusqu'en 1963). De 1958 à 1965, il est Opernkapellmeister à Bâle en Suisse.